# Oulunsalo
Pour l’article homonyme, voir Oulunsalo (quartier).
Oulunsalo est une ancienne municipalité du nord-ouest de la Finlande, dans la région d'Ostrobotnie du Nord. Elle a fusionné à Oulu le 1er janvier 2013 et s'est ainsi transformée en District de Oulunsalo.

## Géographie
Elle se situe sur une presqu'île du Golfe de Botnie, pratiquement dépourvue de relief, à 10 km au sud-ouest du centre-ville. On y trouve l'aéroport d'Oulu, le deuxième de Finlande par le trafic passager et fret. Le deuxième plus important centre commercial (Kapteeni) de l'agglomération, ouvert en 2005, y est également installé, comme de nombreuses entreprises de haute technologie.
Le plus vieux bâtiment dans cette commune résolument jeune est l'église en bois, construite en 1891 par Julius Basilier.
La commune compte officiellement 9 villages, très rapprochés en raison de la petitesse de la municipalité, devenus pour la plupart des banlieues pavillonnaires d'Oulu, bien différents des petits hameaux agricoles qu'ils étaient il y a encore 30 ans.

## Population
La commune est une des plus jeunes du pays (moyenne d'âge 31,5 ans), une de celles à la plus forte croissance de la population (3 % annuels est un chiffre régulièrement atteint), ayant quadruplé son nombre d'habitants depuis 1973 (2 392). C'est aussi une des communes pour laquelle le niveau d'éducation des habitants est le plus élevé (classée 5e en Finlande).
On peut attribuer ces résultats à l'installation de familles profitant du boom économique local de l'agglomération d'Oulu pour migrer dans la région et travailler dans le réseau d'entreprises de la technopole voisine. Mais concernant la natalité élevée, elle s'explique aussi par le fait que la commune reste un bastion du Læstadianisme, et que dans ce cadre les familles ayant 10 à 15 enfants ne sont pas si rares[réf. nécessaire].

## Galerie

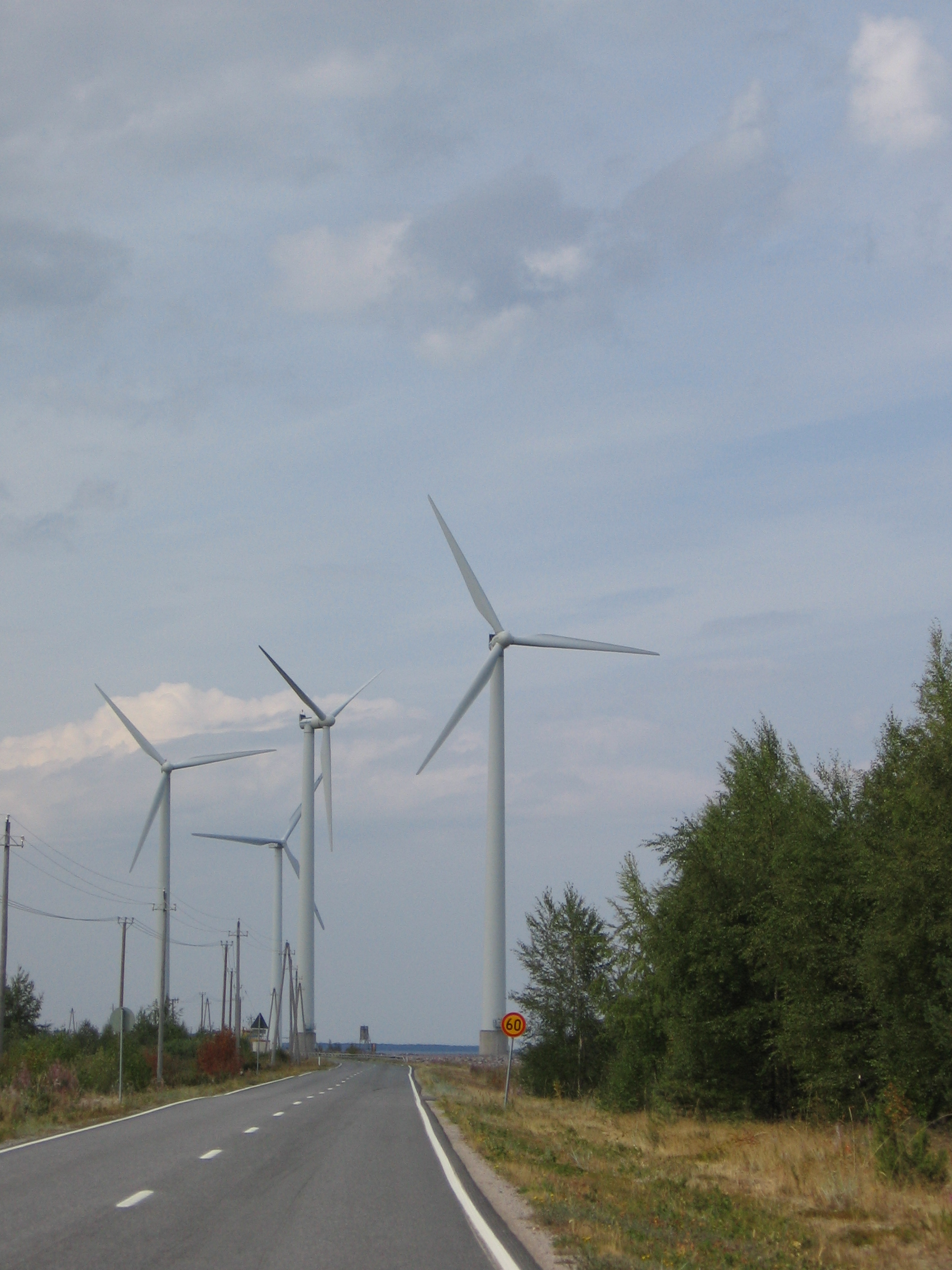
Parc d'éoliennes de Riutunkari.
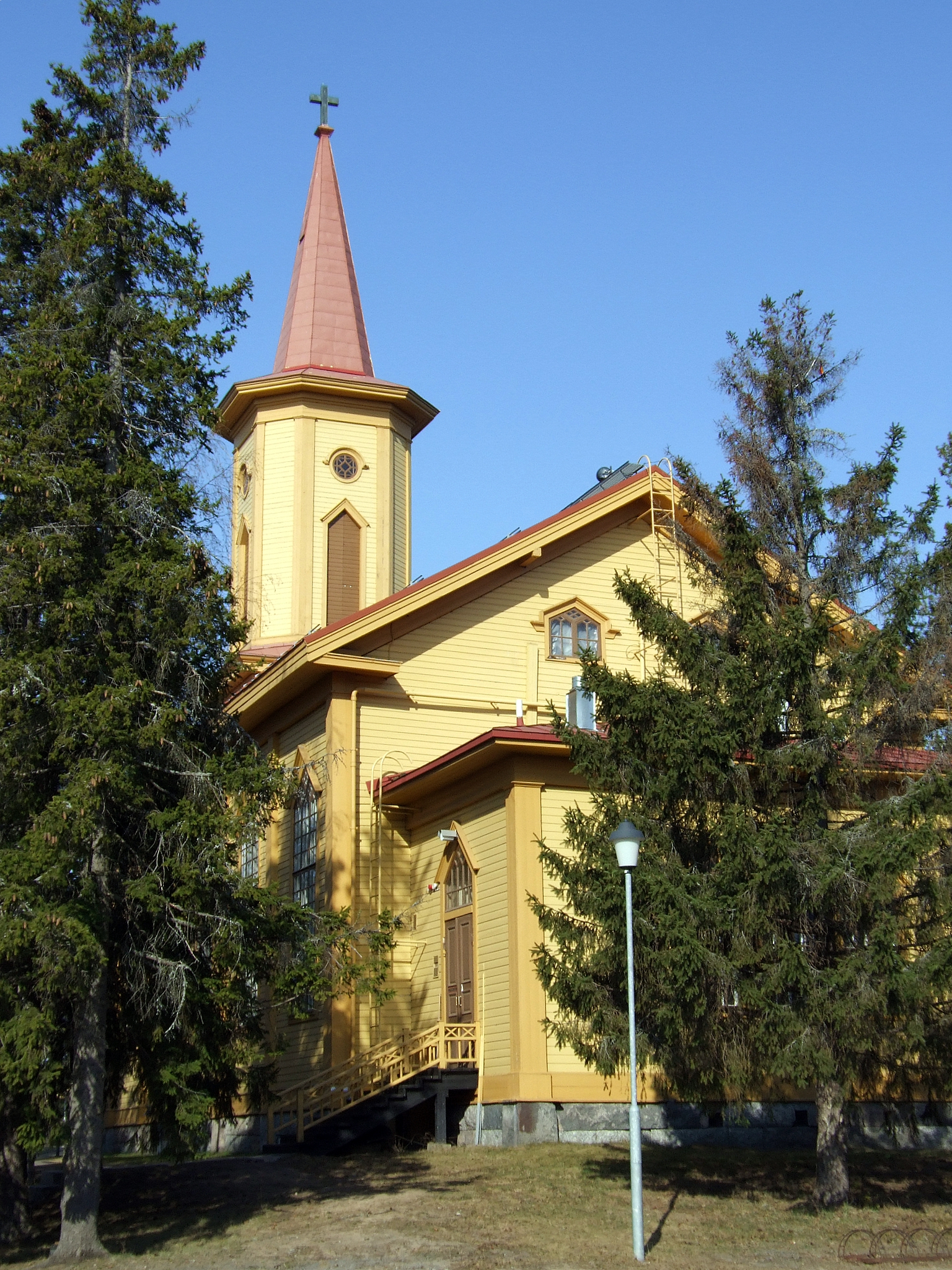
L'église d'Oulunsalo (1891).
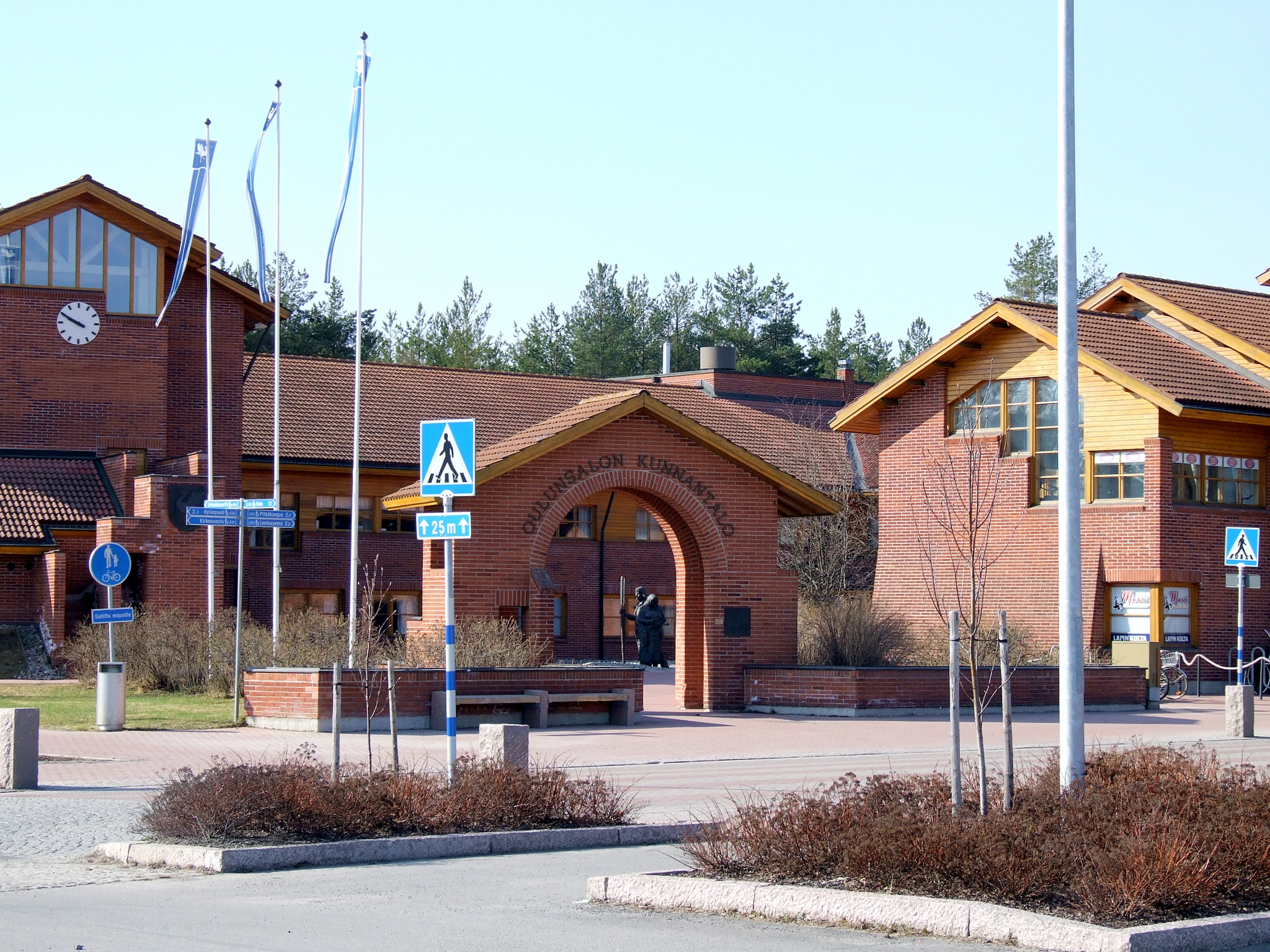
Hôtel de ville d'Oulunsalo.